# Куанышев, Булат Султанович
Булат Султанович Куанышев (род. 19 июля 1937) — советский и казахский хозяйственный деятель, директор ТОО «Мехколонна-56», заслуженный энергетик Казахской ССР, почётный энергетик СССР, почётный гражданин Астаны (2002).

## Биография
Булат Куанышев родился 19 июля 1937 года (по другим данным — 1939 года). Его мать принимала участие в ВДНХ, а дядя Рысбек Дариманов руководил земельным комитетом Северного края, а в 1937 году был репрессирован. Детство Куанышева пришлось на военные и послевоенные годы. Свою трудовую деятельность начал в первые годы освоения целины в колхозе им. Ленина, село Борисовка (Акмолинская область). Булат Куанышев работал трактористом, слесарем и водителем. Окончив техникум по специальности «техник-механик», заведовал автопарком и мастерскими, исполнял обязанности главного инженера.
Более 50 лет Булат Куанышев был директором ТОО «Мехколонна-56». После обретения независимости Казахстаном предприятие ввело в эксплуатацию ряд инфраструктурных объектов: ЛЭП «Экибастуз — Целиноград», Вячеславское водохранилище, ТЭЦ-2 в Астане. Кроме того, в 90-е годы предприятие подключило к единой государственной энергосистеме множество абонентов из Московской, Липецкой, Тамбовской, Владимирской областей. Было проведено масштабное строительство линий электропередачи, подстанций, прокладка кабельных сетей разного напряжения, возведение уникальных подстанций закрытого типа Siemens и других объектов. В целях развития социальной базы предприятия была построена гостиница по улице Т. Бегельдинова и дом отдыха «Нура».
Булат Куанышев неоднократно избирался депутатом районного, городского, областного советов и столичного маслихата.
Награждён орденом «Курмет» (2021), орденом «Знак Почёта», Трудового Красного Знамени, медалью «За трудовое отличие», украинским орденом «За заслуги» III степени (2008).